# Eric Nilsson (tecknare)
Eric Olof Nilsson, född 11 november 1888 i Lund, död där 28 april 1960, var en svensk målare, tecknare och skriftställare.
Han var son till målarmästaren Olof Nilsson och Carolina Olivia Öfverborg och från 1941 gift med Klara Fanny Molin. Nilsson studerade för Bruno Hoppe i Malmö 1908–1909 och för Karl Kessler i München 1910, för Ernst Oskar Simonson-Castelli i Dresden 1911–1912 samt för den norska konstnären Carl Dørnberger i Rothenburg ob der Tauber 1913–1914 samt under ett stort antal studieresor till bland annat Österrike, Italien och Tjeckoslovakien. Separat ställde han ut i Rothenburg 1913 samt ett flertal gånger i sin ateljé i Lund. Han medverkade i samlingsutställningar i München och utställningar arrangerade av Skånes konstförening, Konstnärsgillet i Lund och Älmhults konstförening. Hans konst består av stadsbilder, stilleben, porträtt och landskap utförda i akvarell, vaxkrita och olja samt illustrationer. Som illustratör medverkade han i Sydsvenska dagbladet, Arbetet, Skånska Dagbladet, Strix, Lundagård, Dagens Nyheter och Folkets Tidning. Bland hans bokillustrationer märks Mikaël Söderströms Gilbert Hardings resa och Carl Wilhelm von Sydows Våra folkminnen. Som skriftställare skrev han under eget namn eller under signaturen Rutger K. Nilsson är representerad vid Sjöbo församlingshem.